# Haus Gotendorf
Haus Gotendorf liegt im Stadtteil Niederlößnitz der sächsischen Stadt Radebeul, in der Karlstraße 4, benannt nach dem Hauseigentümer von 1910 Alfred N. Gotendorf.
Das aus den 1870er Jahren stammende Wohnhaus ist eine „der aufwendigsten Villen der Gegend“, die ebenso wie die Villa Dorothee, Haus Herbig oder Karl Mays Villa Shatterhand als italianisierende Renaissance stilisiert wird.

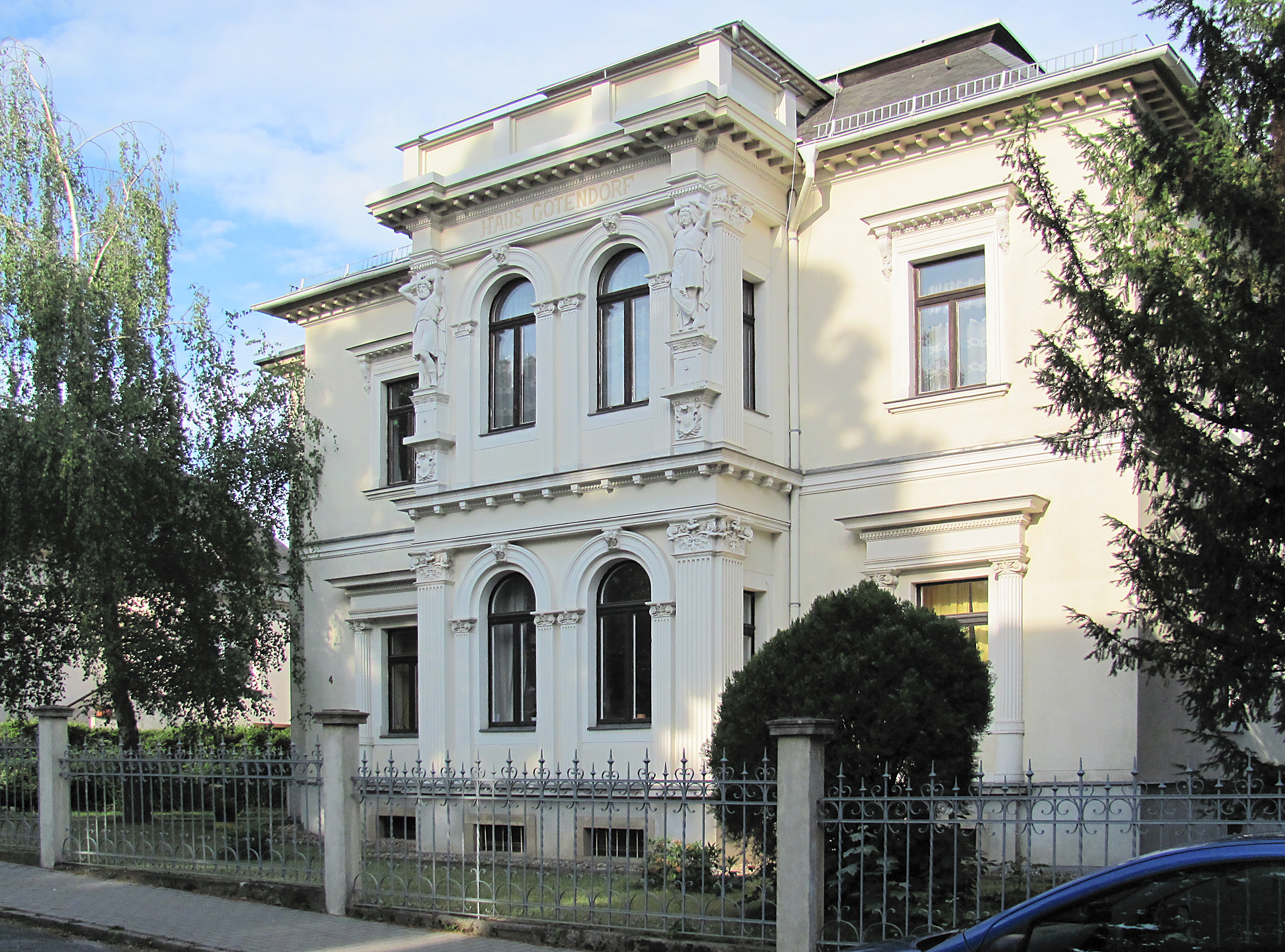
Haus Gotendorf

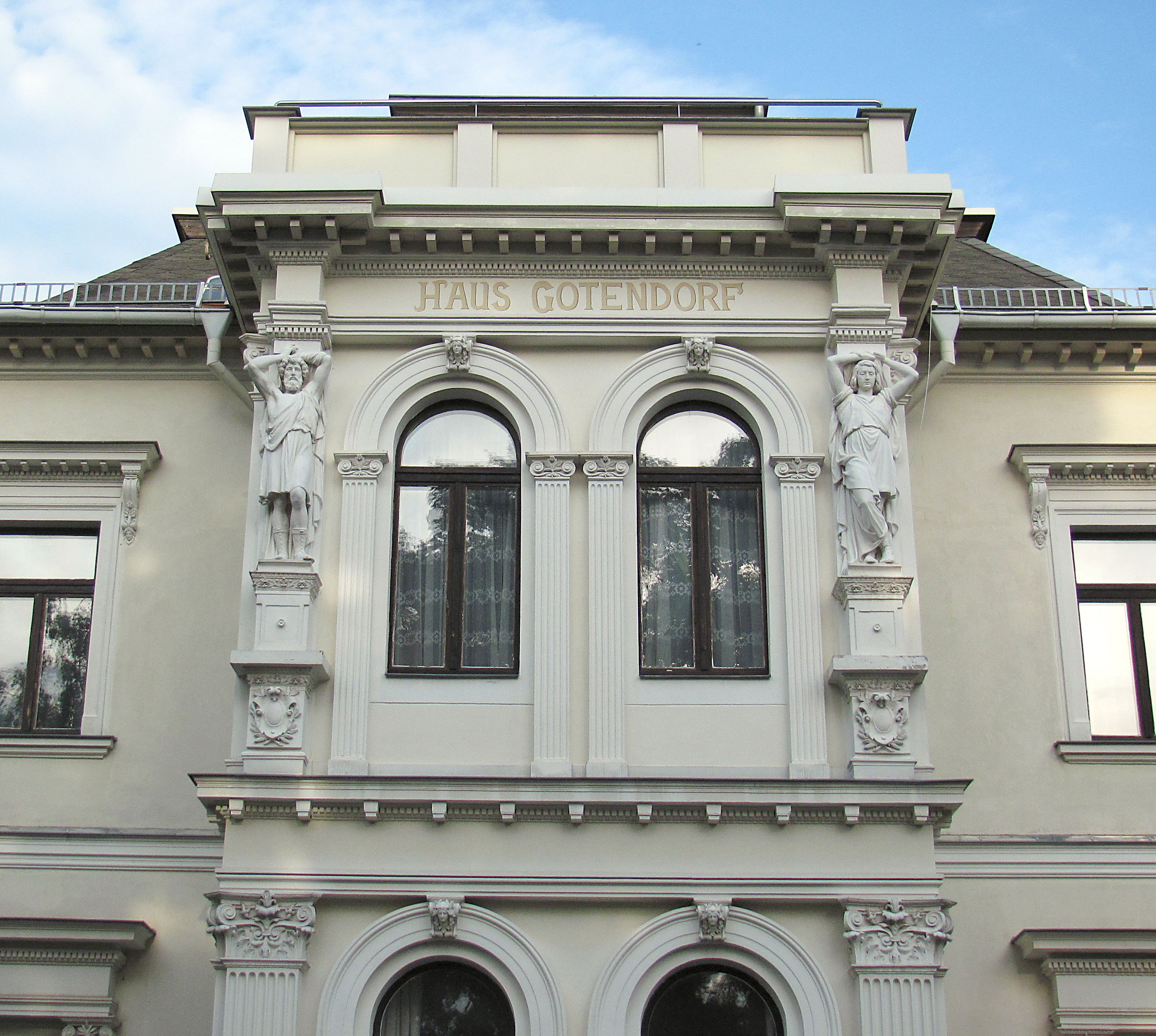
Haus Gotendorf, Details

## Beschreibung
Die mitsamt der Einfriedung unter Denkmalschutz stehende Villa, auch als Mietvilla klassifiziert, ist ein zweigeschossiges Wohngebäude auf einem flachen Sockel und mit einem Pyramidenstumpfdach.
In der symmetrisch angeordneten, vierachsigen Straßenansicht steht ein zweiachsiger Mittelrisalit. In diesem finden sich Eckpilaster, vor denen im Obergeschoss annähernd vollplastische Atlanten stehen. Die Fenster im Risalit sind, im Gegensatz zu den sonst rechteckigen Fenstern, rundbogig. An den Schmalseiten des Risalits lassen Schmalfenster weiteres Licht in die Räume.
In der linken Nebenansicht steht ein einachsig hervortretender Treppenhausvorbau mit dem Hauseingang, im Inneren befindet sich eine gewendelte Treppenanlage. Auf der Gebäuderückseite steht ein massiver polygonaler Standerker.
Die Fassaden des Putzbaus werden durch Gesimse gegliedert. Unter dem Dachgesims sowie dem Geschossgesims im Risalit finden sich kragsteinähnliche Elemente (Kraggesims, ähnlich dem Zahnschnitt). Die Fenster werden durch Sandsteingewände eingefasst und durch horizontale Verdachungen geschützt, im Erdgeschoss mit Ädikulä im Stil italienischer Renaissance.
Der Häusername ist auf der Schauseite zur Straße im Mittelrisalit direkt unter dem Dach angebracht.
Die Einfriedung erfolgt durch Lanzettzaunfelder zwischen Pfeilern.

## Geschichte
Für das für den Restaurateur Carl Traugott Fritzsche zu errichtende Wohnhaus wurde der Bauantrag im Mai 1876 eingereicht; dessen Genehmigung erfolgte im folgenden August. Die Unterlagen zur Baurevision vom September 1878 waren an die „Grundstücksbesitzerin Frau R., verehelichte Elb“ ausgestellt.
1895 wohnte dort E. F. von Süßmilch-Hörnig, königlich-sächsischer Divisions-Auditeur a. D. und königlicher Friedensrichter.
Im Jahr 1901 wurde auf der Gebäuderückseite ein kleiner Anbau erstellt. Von 1901 oder 1902 an bis 1910 wohnte dort Alfred N. Gotendorf, der als Sammler und Mäzen von 1912 bis 1914 die Herausgabe der acht Bände der Bibliotheca Germanorum erotica & curiosa von Hugo Hayn ermöglichte.
1915 gehörte das Haus Margarethe von Carnap-Quernheimb geb. Fritzsche, die dort mit ihrem Mann, dem Kapitän a. D. Karl von Carnap-Quernheimb, lebte. 1920 hatte sich dort Marie Erlwein eingemietet, die Witwe des 1914 verunfallten Dresdner Stadtbaurats Hans Erlwein.